# الشرط (ذي السفال)

تعديل مصدري - تعديل

الشرط محلة تابعة لقرية الطيني، التابعة لعزلة بني عبد الله بمديرية ذي السفال إحدى مديريات محافظة إب في الجمهورية اليمنية، بلغ تعداد سكانها 142 حسب تعداد اليمن لعام 2004.